# エスタディオ・デ・リアソール
エスタディオ・デ・リアソル（Estadio de Riazor）は、スペイン・ガリシア州ア・コルーニャ県ア・コルーニャにあるサッカー専用スタジアム。デポルティーボ・ラ・コルーニャがホームスタジアムとして使用している。収容人数は32,490人。

## 概要
ガリシア州の著名な建築家であったサンティアゴ・レイ・ペドレイラ設計の下、1939年に建設がスタートし、1944年10月29日、落成式と同時にこけら落としとしてデポルティーボ・ラ・コルーニャとバレンシアCFのリーグ戦が行われてリアソールは開場した。1945年5月6日には、スタジアム史上初となる国際Aマッチが開催され、スペイン代表対ポルトガル代表の試合でスペイン代表が4-2と勝利を収めた。なお、開場当時はサッカー専用スタジアムではなく、陸上トラックが併設された多目的スタジアムとして運用されていた。

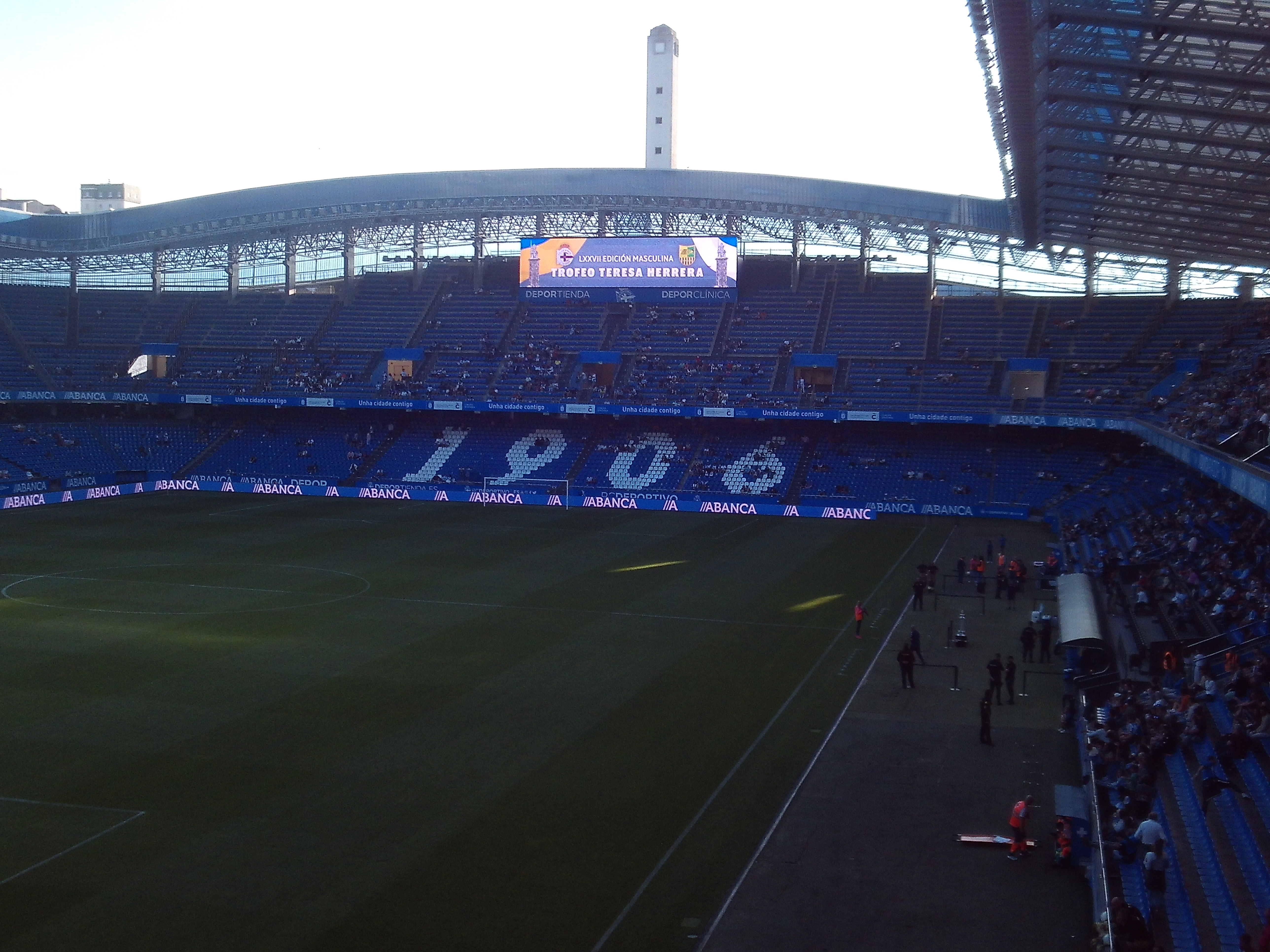
スタジアムから望むマラソン・タワー

開場後は時代の変化に合わせて何度か改修工事を施したため、開場当時から現存している建築物はスタジアム西側にあるモニュメントのマラソン・タワーのみとなっている。
レアル・マドリードはリアソールでのデポルティーボ戦を苦手としており、なかなか勝利を収められずにいた。デポルティーボがプリメーラ・ディビシオンに初昇格した1991-92シーズンはレアル・マドリードが3-0で勝利したが、1992-93シーズン以降は長い間デポルティーボがリアソールで不敗を誇った。このシーズンのリアソールでの試合は、フェルナンド・イエロとイバン・サモラーノのゴールにより25分までにレアル・マドリードが2-0とリードしたが、後半35分以降にリカルド・ロチャのオウンゴールとベベットの2得点でデポルティーボが逆転し、3-2で逆転勝利を収めた。このシーズンから2008-09シーズンまでに、リアソールでレアル・マドリードと17回対戦しているが、デポルティーボは12勝5分と無敗を誇った。
2017年6月29日、ア・コルーニャ県を拠点とする銀行のアバンカ社がスタジアムの15年間に及ぶ命名権を購入し、エスタディオ・アバンカ＝リアソール (Estadio Abanca-Riazor)と命名された。翌年の2018年6月には1,600万ユーロを投じて観客席を覆う屋根を全て張り替える大規模な改修工事を行い、青を基調としたソーラーパネル付きの近代的なデザインが取られた。
2022年11月、スペインがポルトガルとウクライナの3カ国共催で2030 FIFAワールドカップの開催地として立候補すると、これに合わせてスタジアムを所有するア・コルーニャ市議会は収容人数を45,000人まで増やす改修案を公表した。

## 開催された主な試合

### サッカー
- 1982 FIFAワールドカップ

| 日付          | ホームチーム | 結果 | アウェーチーム | ラウンド  |
| ------------- | ------------ | ---- | -------------- | --------- |
| 1982年6月15日 | ペルー       | 0-0  | カメルーン     | グループ1 |
| 1982年6月19日 | ポーランド   | 0-0  | カメルーン     | グループ1 |
| 1982年6月22日 | ポーランド   | 5-1  | ペルー         | グループ1 |

- 国際Aマッチ

| 日付          | ホームチーム | 結果 | アウェーチーム | ラウンド                      |
| ------------- | ------------ | ---- | -------------- | ----------------------------- |
| 1945年5月6日  | スペイン     | 3-2  | ポルトガル     | 親善試合                      |
| 1966年6月28日 | スペイン     | 1-1  | ウルグアイ     | 親善試合                      |
| 1989年9月20日 | スペイン     | 1-0  | ポーランド     | 親善試合                      |
| 1995年1月18日 | スペイン     | 2-2  | ウルグアイ     | 親善試合                      |
| 2009年9月4日  | スペイン     | 5-0  | ベルギー       | 2010 FIFAワールドカップ・予選 |
| 2022年3月29日 | スペイン     | 5-0  | アイスランド   | 親善試合                      |

- その他

| 日付          | ホームチーム       | 結果 | アウェーチーム    | ラウンド                    |
| ------------- | ------------------ | ---- | ----------------- | --------------------------- |
| 1947年6月22日 | レアル・マドリード | 2-0  | RCDエスパニョール | コパ・デル・レイ1946-47決勝 |

## ギャラリー

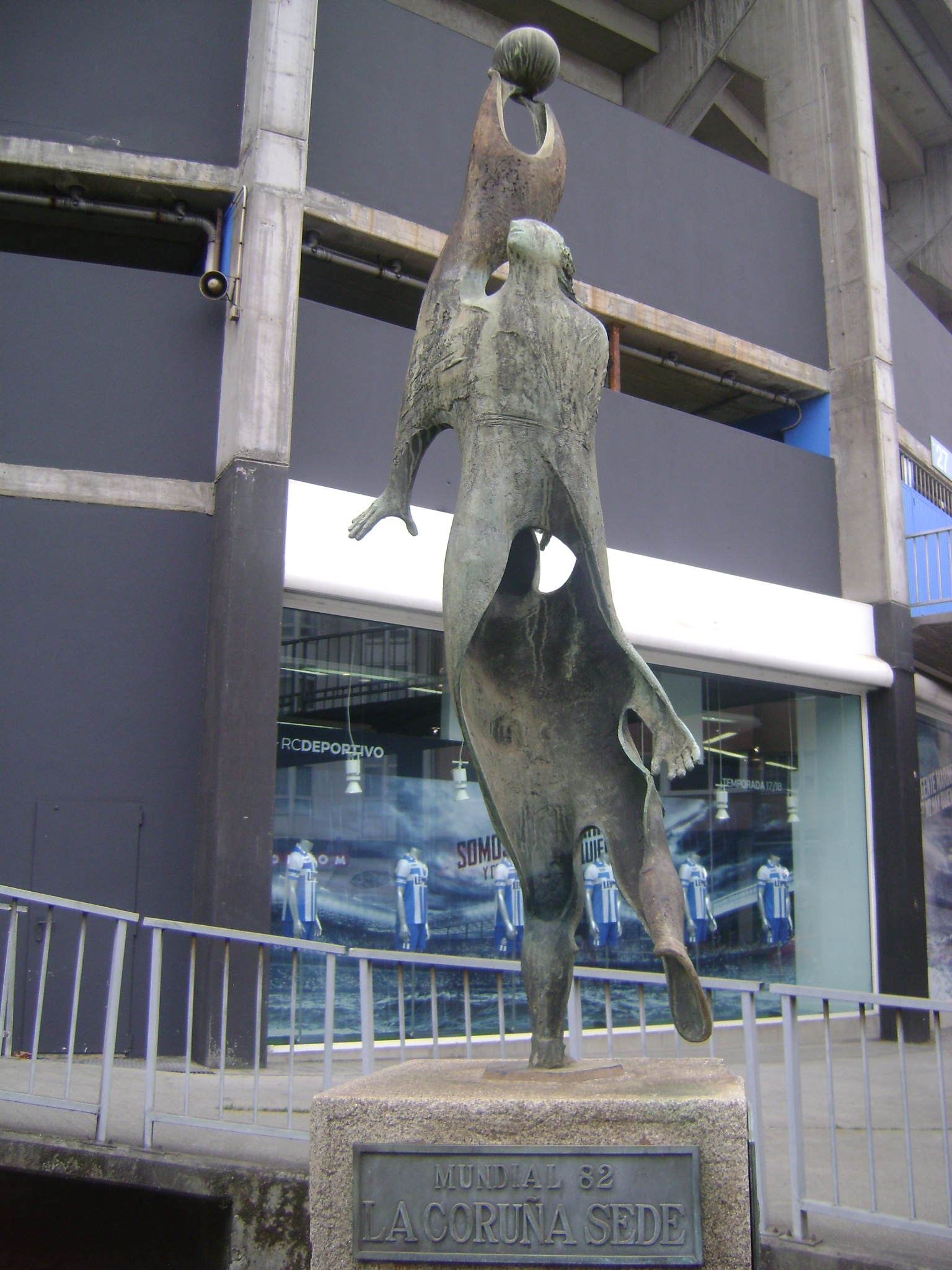
1982 FIFAワールドカップ記念像
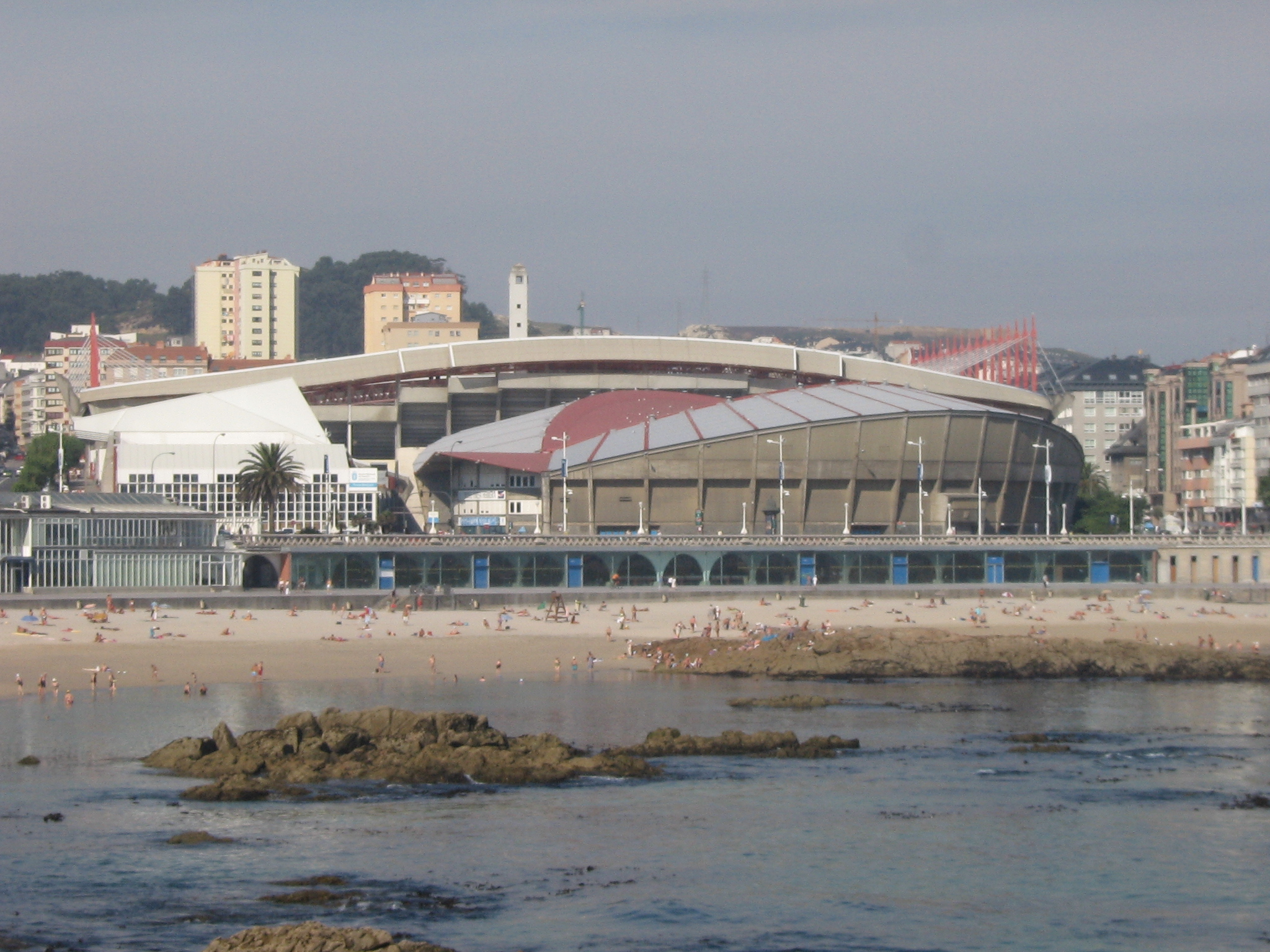
スタジアム外観
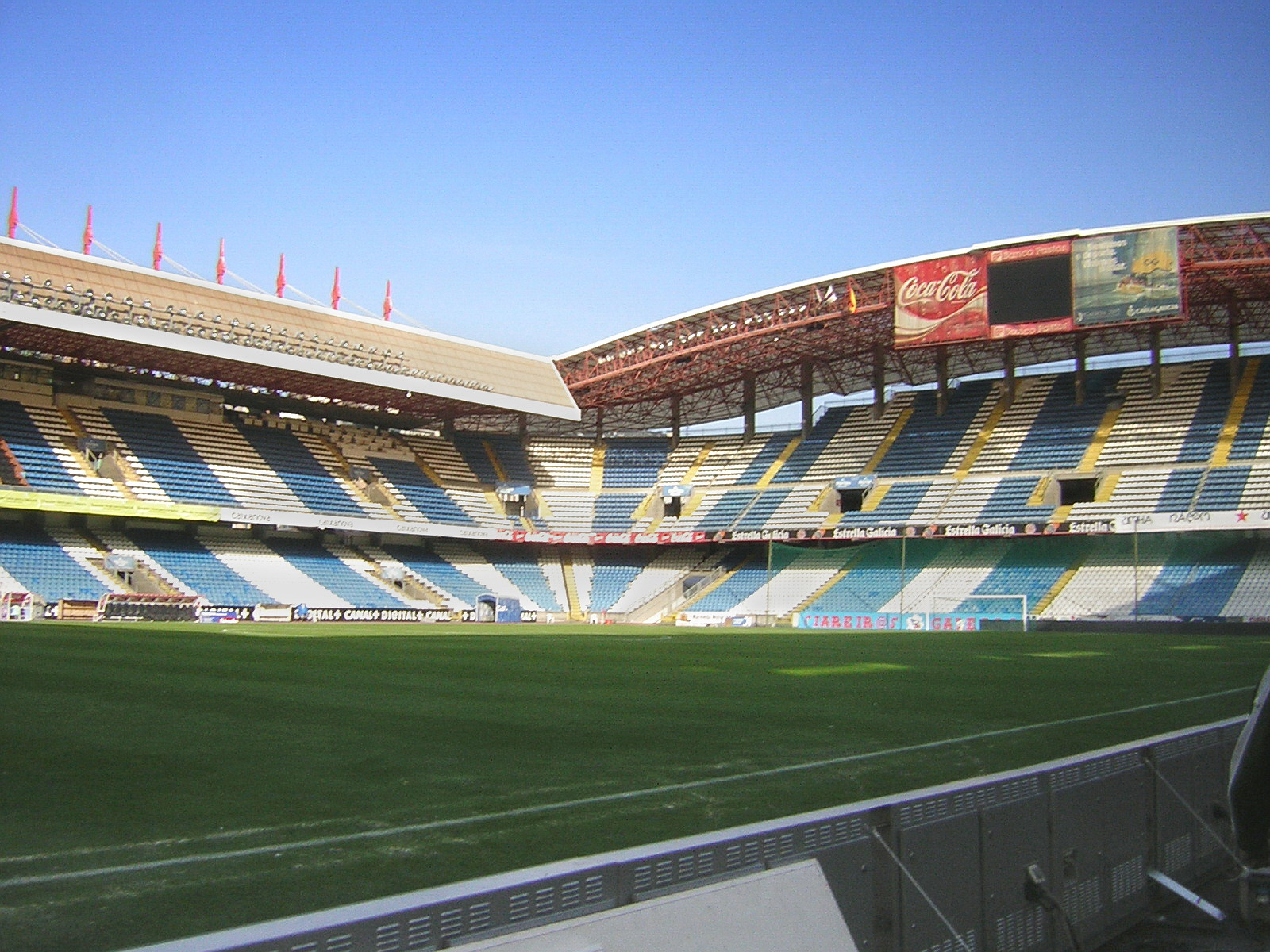
東と北スタンド
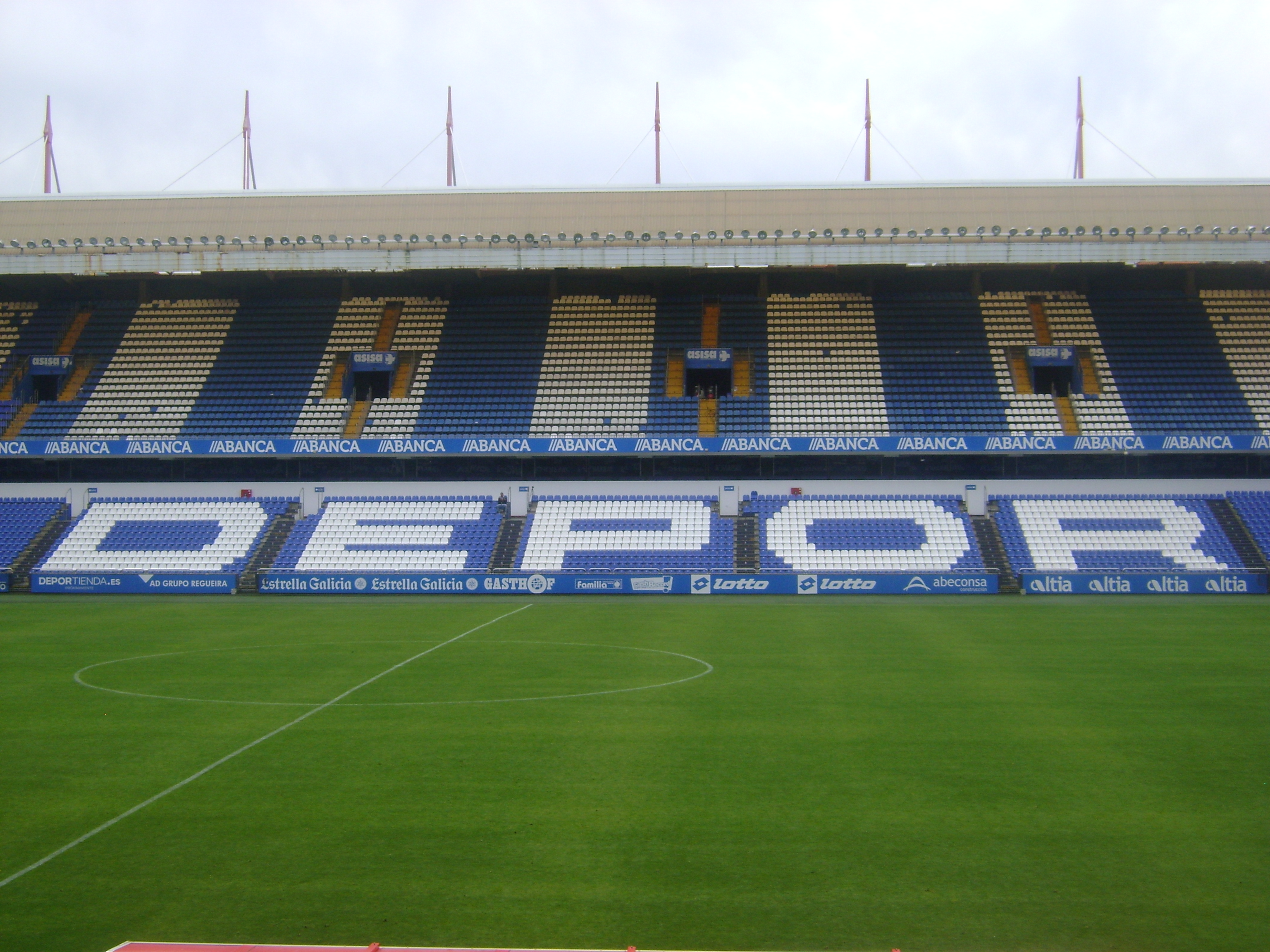
南スタンド
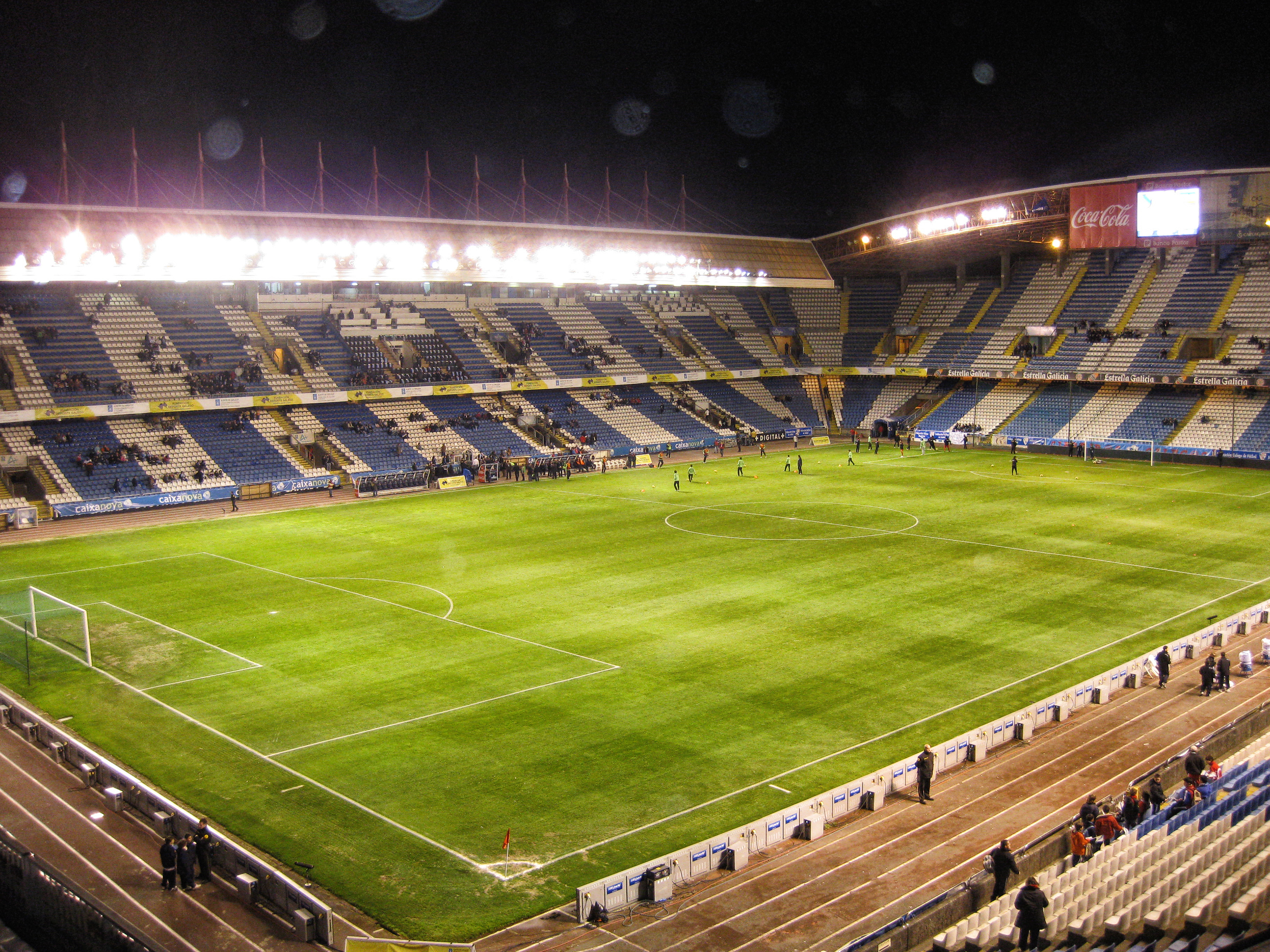
2019年のスタジアム